# Siamo morti a vent'anni
Siamo morti a vent'anni è il primo album in studio del cantautore italiano Il Cile, pubblicato il 28 agosto 2012 dalla Universal Music Group e ristampato, con brani aggiuntivi, il 12 febbraio 2013.

## Descrizione
Prodotto da Fabrizio Barbacci, l'album è stato anticipato il 20 gennaio 2012 dal singolo Cemento armato e il 15 giugno 2012 dal singolo Il mio incantesimo. L'album è la raccolta dei brani più significativi scritti dal cantautore negli ultimi dieci anni.
Il 12 febbraio 2013 è stata pubblicata un'edizione speciale dell'album, la quale contiene Le parole non servono più presentato nella categoria giovani al Festival di Sanremo 2013, due brani inediti (I tuoi pugnali e La tortura medievale), il brano Tutto ciò che ho - Part II realizzato con i Club Dogo in una versione riarrangiata rispetto a quella pubblicata dal gruppo rap e la versione acustica di Cemento armato.

## Tracce

### Edizione standard
Testi di Lorenzo Cilembrini. Gli autori delle musiche sono indicati di seguito.
1. Siamo morti a vent'anni – 3:32 (musica: Lorenzo Cilembrini, Fabrizio Vanni)
2. Cemento armato – 3:38 (musica: Lorenzo Cilembrini, Fabrizio Vanni)
3. Tu che avrai di più – 4:05 (musica: Riccardo Presentini, Lorenzo Cilembrini, Guglielmo Ridolfo Gagliano)
4. La ragazza dell'inferno accanto – 4:09 (musica: Lorenzo Cilembrini)
5. Tamigi – 3:38 (musica: Lorenzo Cilembrini, David Giacché)
6. Il nostro duello – 4:15 (musica: Lorenzo Cilembrini)
7. Il mio incantesimo – 3:43 (musica: Lorenzo Cilembrini, David Giacché, Fabrizio Vanni)
8. Credere alle favole – 4:00 (musica: Lorenzo Cilembrini, Fabrizio Vanni)
9. La lametta – 3:04 (musica: Lorenzo Cilembrini, David Giacché)

### Special edition
Testi di Lorenzo Cilembrini (eccetto dove indicato). Gli autori delle musiche sono indicati di seguito.
1. Le parole non servono più – 3:29 (musica: Lorenzo Cilembrini, Riccardo Presentini)
2. Siamo morti a vent'anni – 3:32 (musica: Lorenzo Cilembrini, Fabrizio Vanni)
3. Cemento armato – 3:38 (musica: Lorenzo Cilembrini, Fabrizio Vanni)
4. Tu che avrai di più – 4:05 (musica: Riccardo Presentini, Lorenzo Cilembrini, Guglielmo Ridolfo Gagliano)
5. La ragazza dell'inferno accanto – 4:09 (musica: Lorenzo Cilembrini)
6. Tamigi – 3:38 (musica: Lorenzo Cilembrini, David Giacché)
7. Il nostro duello – 4:15 (musica: Lorenzo Cilembrini)
8. Il mio incantesimo – 3:43 (musica: Lorenzo Cilembrini, David Giacché, Fabrizio Vanni)
9. Credere alle favole – 4:00 (musica: Lorenzo Cilembrini, Fabrizio Vanni)
10. La lametta – 3:04 (musica: Lorenzo Cilembrini, David Giacché)
11. I tuoi pugnali – 3:32 (musica: Lorenzo Cilembrini)
12. La tortura medievale – 3:31 (musica: Lorenzo Cilembrini, Fabrizio Vanni)
13. Tutto ciò che ho (Part II - Demo) (Club Dogo feat. Il Cile) – 4:00 (testo: Cosimo Fini, Francesco Vigorelli – musica: Luigi Florio, Fausto Cogliati)
14. Cemento armato (Acoustic Version) – 4:04 (musica: Lorenzo Cilembrini, Fabrizio Vanni)

## Successo commerciale
Siamo morti a vent'anni dopo poche ore si colloca alla prima posizione della classifica iTunes, entrando di fatto nei primi 5 album nella Classifica FIMI album e divenendo il quinto album più venduto della settimana. La Special Edition debutta alla 41ª posizione della Classifica FIMI Album, per poi raggiungere in quella seguente la 35ª posizione.
Il brano Cemento armato, trampolino di lancio della carriera de Il Cile, ha dato riscontri positivi, avanzando nelle classifiche iTunes e nell'airplay. Il videoclip del brano, pubblicato su YouTube, ha superato le 2 milioni di visualizzazioni.

## Tour
Dal 5 ottobre 2012 all'8 dicembre si è svolto il Siamo morti a vent'anni tour, che ha visto Il Cile esibirsi nelle principali città Italiane.
1. 5 ottobre Firenze - Viper
2. 6 ottobre Settimo Torinese - Suoneria - La Casa della Musica
3. 12 ottobre Roncade - New Age Club
4. 13 ottobre Cesena - Vidia Rock Club
5. 16 ottobre Milano - Alcatraz
6. 19 ottobre Rezzato - Teatro CTM
7. 20 ottobre Roma - Orion
8. 27 ottobre Gattatico - Fuori Orario
9. 3 novembre Livorno - The Cage Theatre
10. 10 novembre Senigallia - Mamamia
11. 16 novembre Nonantola - Vox Club
12. 17 novembre Cortemaggiore - Filmore Live Club
13. 23 novembre Arezzo - Karemaski Multiartlab
14. 24 novembre Bassano del Grappa - Teatro Remondini (annullata)
15. 1º dicembre Pinarella - Rock Planet
16. 7 dicembre Lecce - Officine Cantelmo
17. 8 dicembre Messina - Centro Multiculturale Officina

### Gruppo
- Saverio Crestini - chitarra ritmica
- Riccardo Presentini - chitarra solista
- Nicola Pasquini - basso
- Marco Faralli - tastiera
- Andrea Squarcialupi - batteria